# Wilfred Breistrand
Wilfred Breistrand, född 29 april 1921 i Trondheim, död 3 augusti 2007 i Asker, var en norsk skådespelare. 
Breistrand arbetade inte så mycket inom film, men några av hans mest kända roller är från filmer som Anton från 1973. Han är far till regissören och författaren Ulf Breistrand. 

## Filmografi (urval)
- 1956 – Kvinnens plass
- 1957 – Nio liv
- 1960 – Venner
- 1961 – Norges söner
- 1961 – Hans Nielsen Hauge
- 1962 – Sønner av Norge kjøper bil
- 1966 – Svält
- 1973 – Anton
- 1988 – De hvite bussene
- 2000 – Före stormen